# 奇跡の詩
『奇跡の詩』（きせきのうた、英: Miracles Still Happen、伊: I miracoli accadono ancora）は、アメリカとイタリアの合作による映画。1974年に公開。航空事故で遭難した少女が苦難の末に生還を果たしたという、現実の出来事を描いた映画である。

## ストーリー
17歳の少女ユリアナは、離れて暮す父を訪ね、母マリアとともに旅客機でペルーの空港を飛び立った。しかし旅客機は悪天候のため、ペルーの密林深くへ墜落した。ユリアナはかろうじて命拾いしたものの、周囲は乗客たちの遺体ばかりで、母の姿はなく、孤独な境遇に立たされた。ふと、生物学者である父の「水の流れを辿ればやがて川となり、そのほとりには人がいる」との教えを思い出したユリアナは、雨水の流れを辿って歩き出した。ろくな食料も得られず、ワニやヘビに襲われ、川ではカンジェロ（肉食の魚）に足の肉を食いちぎられ、ヒルに血を吸われ、傷口は数十匹もの蛆に食い荒らされた。ペルーからは救助隊が派遣されていたものの、現場の悲惨さから生存者なしと判断されていた。救いの手も得られず、全身傷だらけで体力も尽きようとする中、ユリアナは10日後に地元民に出逢い、救助された。ユリアナは単身、未開の密林を200キロメートル以上も渡って奇跡的な生還を遂げたのである。病院で父と再会したユリアナは、事故での生存者が自分1人だけであり、母が死んだことを知って悲しみながらも、父と堅く抱擁を交わした。

## キャスト
※括弧内は日本語吹替（初回放送1980年2月17日『日曜洋画劇場』）
- ユリアナ・ケプケ：スーザン・ペンハリゴン（英語版）（岡本茉利）
- マリア・ケプケ：グラツィエラ・ガルバーニ（公卿敬子）
- ハンス・ケプケ：ポール・ムラー（英語版）

## 製作
1971年にペルーを発った旅客機が墜落、唯一の生存者であるユリアナ・ケプケが17歳にして単身で密林を脱出して生還したという、現実の出来事をもとに映画化された。出演者は無名の俳優がわずかに出演している程度で、そのほか、実際にユリアナ生還へ関わった飛行士や尼僧ら、多数の人物が本人役で出演している。作中のユリアナの脱出行や周囲の人々の救難活動はすべて事実に基いて製作されており、創作は一切付加されていない。撮影も実際に現地で、ユリアナが実際に通った脱出ルートを忠実に再現して撮影されており、ユリアナ役のスーザン・ペンハリゴンは、アマゾン川での過酷な撮影に対し自らスタントをこなしている。

## 評価
事実ならではの迫力と感動や、密林の中にワニ、ヘビ、昆虫などが潜む圧倒的にグロテスクな描写が作品の特徴とされている、もっとも、想像を絶する10日間の出来事の再現は、2時間に満たない映画では不可能ともいえ、作中の描写を通じて、真実はこれよりも遥かに凄まじかったのだろうと想像力を刺激する映画と見る向きもある。主人公が無人のジャングルを渡るという物語上、大部分の場面は主人公ただ1人だけで会話もなく、野生動物の声や川の流れ以外に何の音もないという描写だけで映画を成立させている手法も評価されている。
1987年には開隆堂の中学2年の英語の教科書にも取り上げられた。